# Ганнопільська сільська рада (Тульчинський район)
Ганнопільська сільська рада — колишній орган місцевого самоврядування у Тульчинському районі Вінницької області з адміністративним центром у с. Ганнопіль.

## Населені пункти
Сільській раді були підпорядковані населені пункти:
- с. Ганнопіль

## Керівний склад сільської ради
| ПІБ                         | Основні відомості                                                                  | Дата обрання | Дата звільнення |
| --------------------------- | ---------------------------------------------------------------------------------- | ------------ | --------------- |
| Плаксій Валентина Василівна | Сільський голова, 1968 року народження, освіта, член Соціалістичної партії України | 26.03.2006   | 31.10.2010      |
| Плаксій Валентина Василівна | Сільський голова, 1968 року народження, освіта вища, позапартійна                  | 31.10.2010   | 19.08.2016      |

Примітка: таблиця складена за даними джерела